# Наперсник

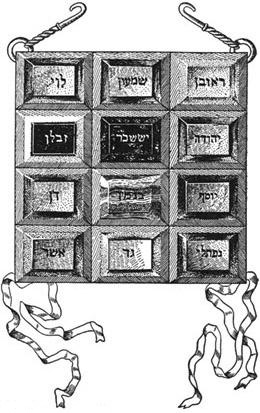

Наперсник (от арх. перси), хошен (ивр. חושן‎) — четырёхугольный нагрудник (пектораль) в облачении первосвященника с 12 различными драгоценными камнями, образующими четыре ряда по три камня в каждом, на которых были выгравированы названия двенадцати колен Израилевых. Наперсник прикреплялся к ефоду золотыми цепочками и шнуром голубого цвета (Исх. 28:13-29; 39:13—30).

## Назначение
На нагруднике или внутри него помещались урим и туммим (Исх. 28:30), при помощи которых первосвященник от имени народа или царя вопрошал Бога (Чис. 27:21). Первосвященник должен был носить имена колен сынов Израилевых на наперснике у своего сердца для постоянного памятования о них пред Господом (Исх. 28:29-30).
Он назывался также «наперсник судный» (Исх. 28:15), быть может и потому, что его носил на своей груди первосвященник, такое высокое лицо, которое должно было служить источником правды и суда и решения которого по Божественному вдохновению всегда должны быть ясны, справедливы и обязательны для иудеев.

## Драгоценные камни

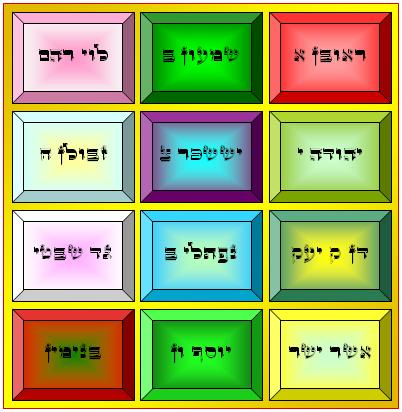
Камни наперсника с надписями согласно комментарию р. Бахья бен-Ашера

### В Ветхом Завете
Из Библии известно, что наперсник первосвященника был украшен самоцветными камнями. Всего их было двенадцать, вероятно, овально-уплощённой формы, камни были заключены в филигранные золотые оправы, и на них были выгравированы названия двенадцати колен Израилевых.

И вставь в него оправленные камни в четыре ряда. Рядом: 
рубин, топаз, изумруд, — это первый ряд. Второй ряд: 
карбункул, сапфир и алмаз. Третий ряд: 
яхонт, агат и аметист. Четвёртый ряд: 
хризолит, оникс и яспис. В золотых гнёздах должны быть вставлены они. Сих камней должно быть двенадцать, по числу сынов Израилевых, по именам их; на каждом, как на печати, должно быть вырезано по одному имени из числа двенадцати колен.
— Исх. 28:17-21
Перечень камней также присутствует в главе 39 той же книги. Кроме этих драгоценных камней, в Библии упоминаются также: экдах, вероятно, карбункул, красный, так же как кадкод (может быть, халцедон), затем шамир — алмаз; гранение его, конечно, древним не было известно, элгавиш (Иов. 28:18) — возможно, кварц, бахат, шеш (по всей видимости, мрамор), шохарет, рамот и наконец, пниним (Прит. 8:11) или нетифот (Ис. 3:19) — жемчуг, который в агадической литературе носит название маргалит (= margárita); впрочем, это слово означает драгоценные камни вообще.

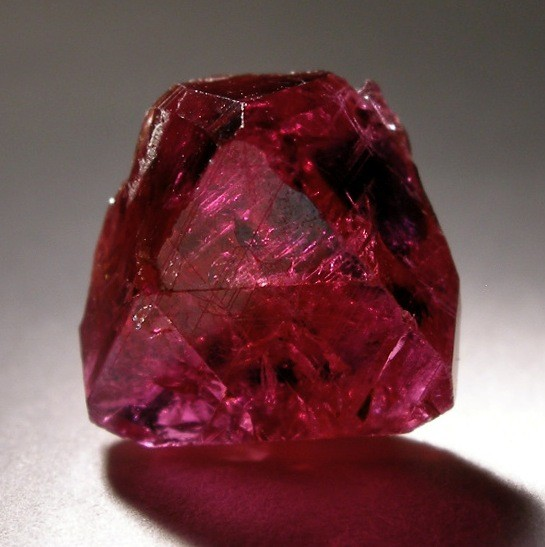
Рубин
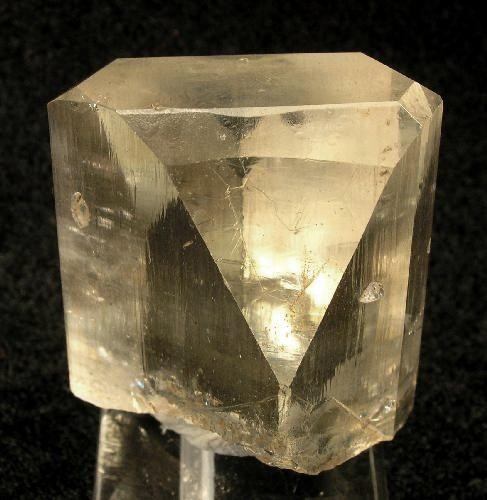
Топаз
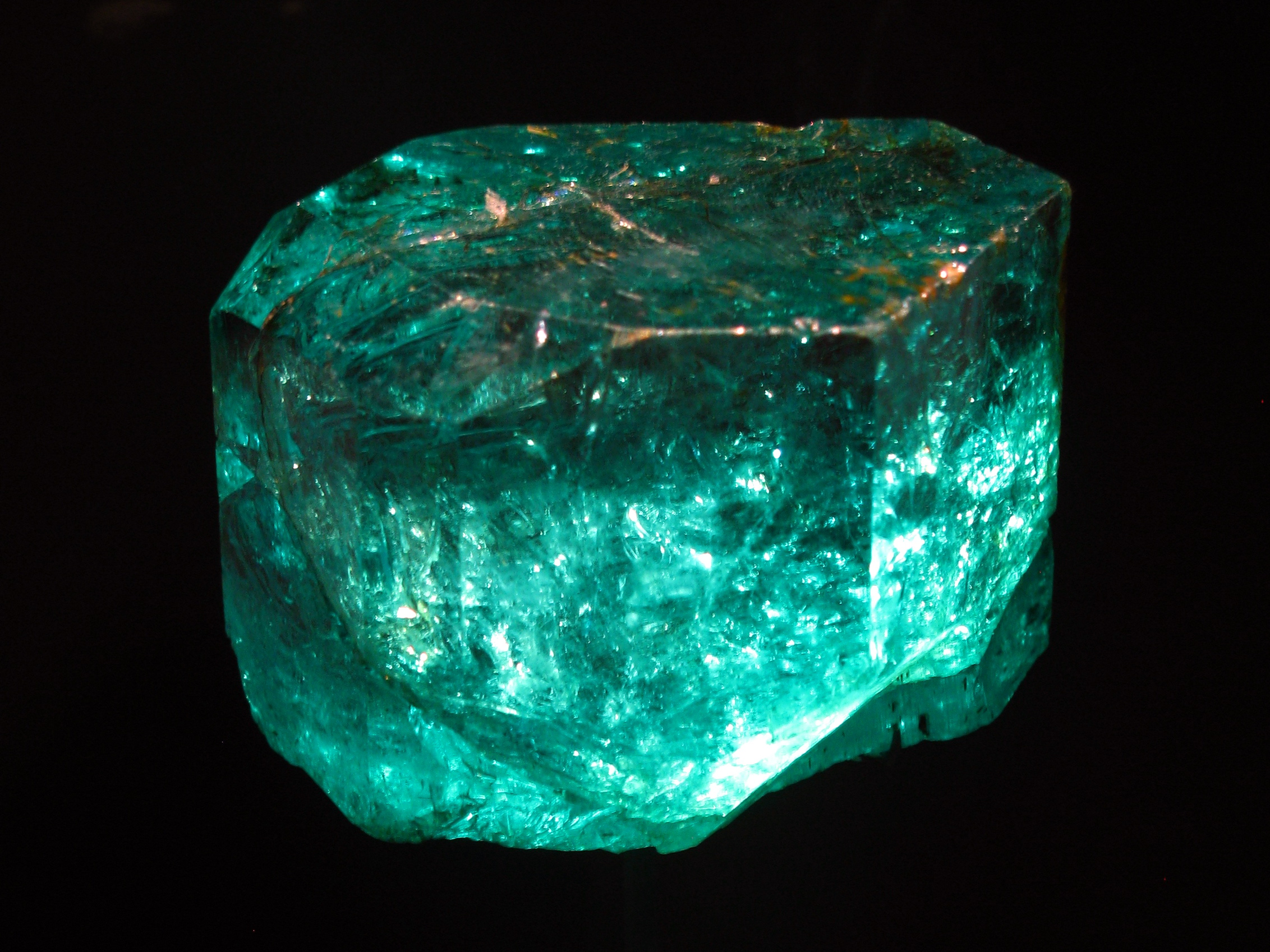
Изумруд
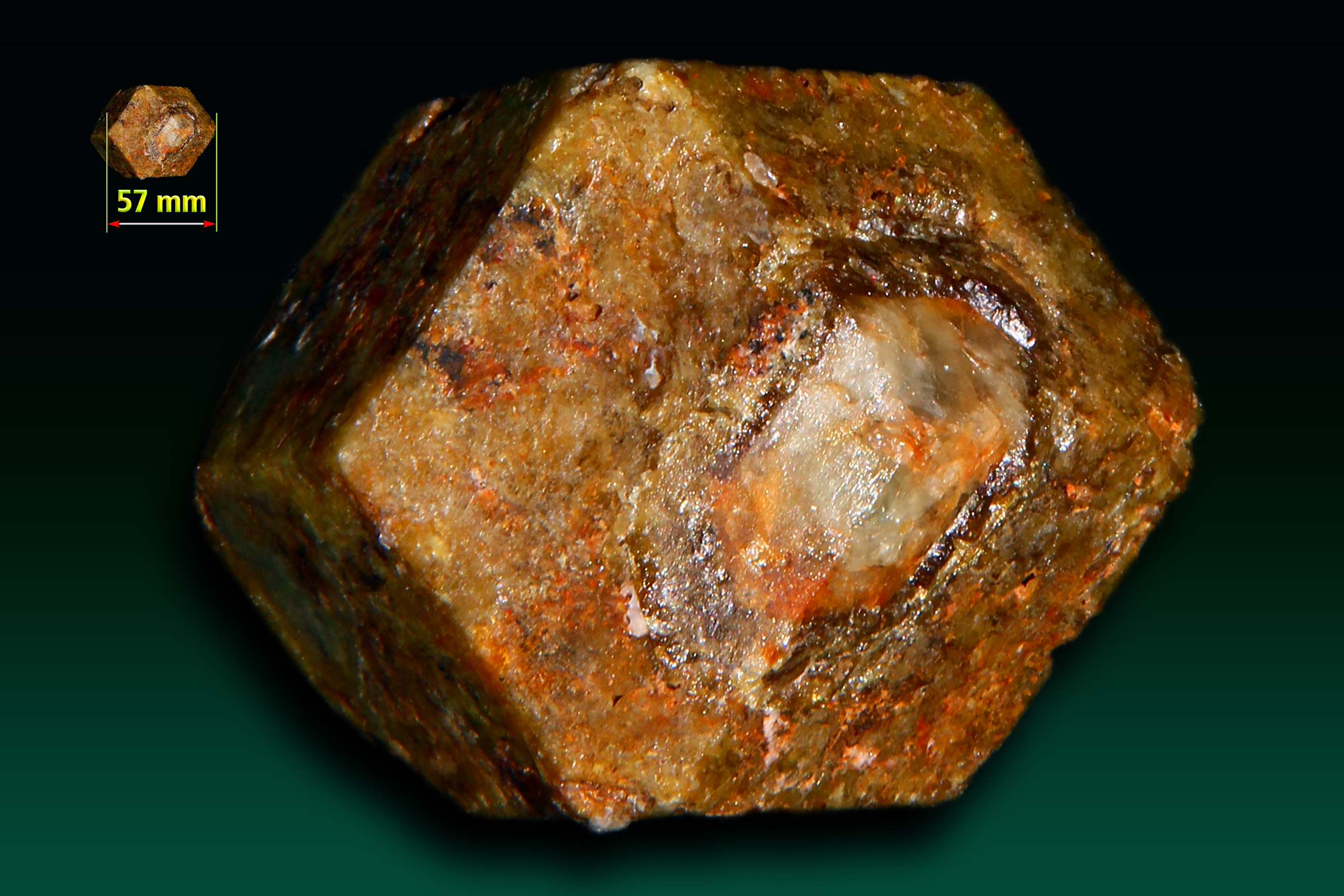
Карбункул
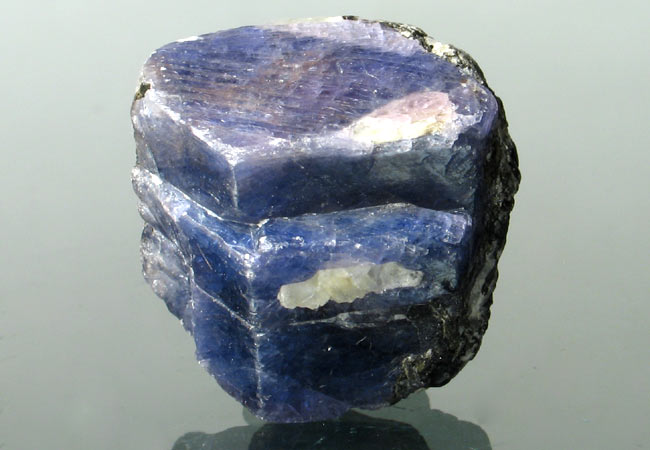
Сапфир
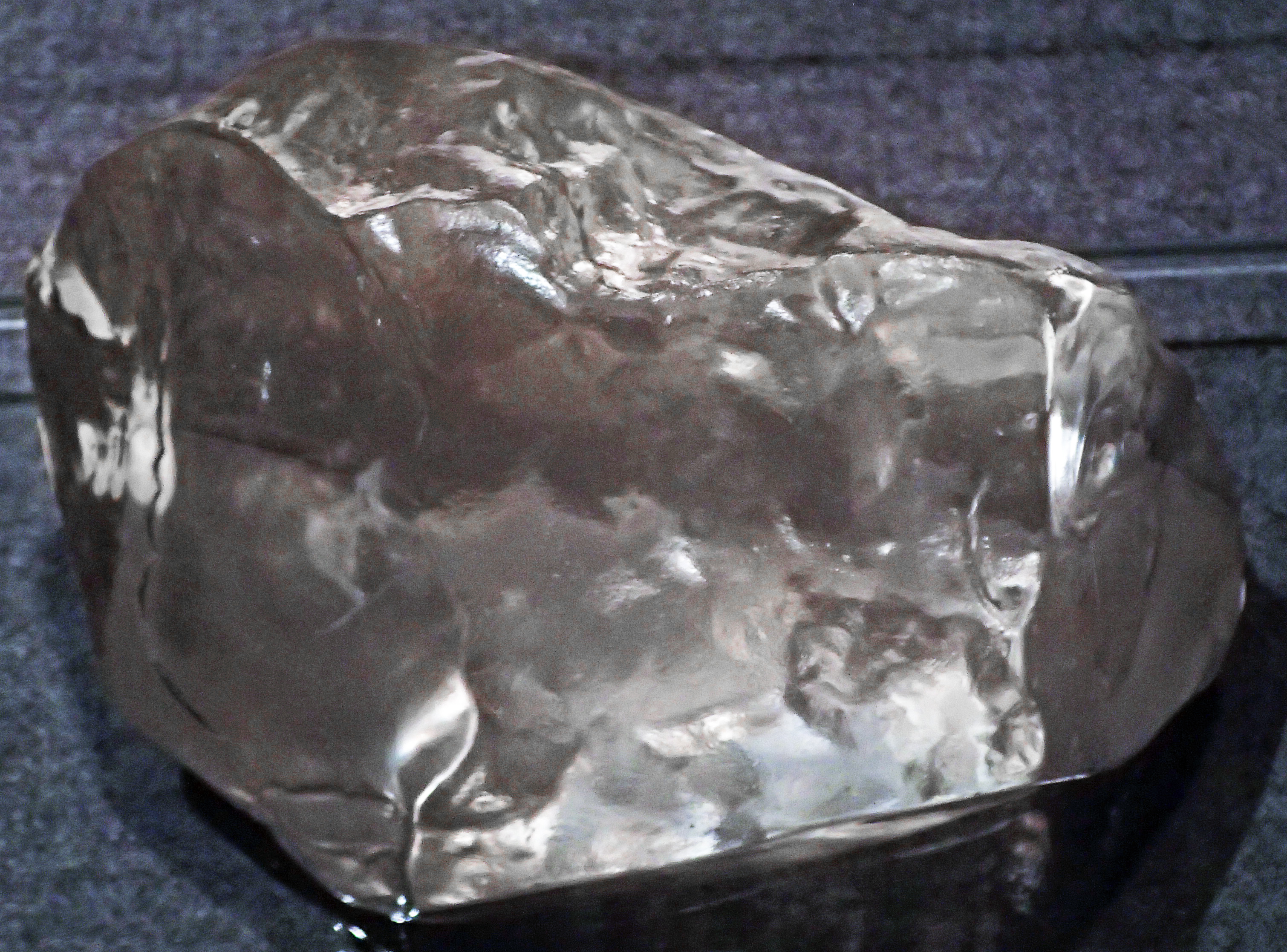
Алмаз
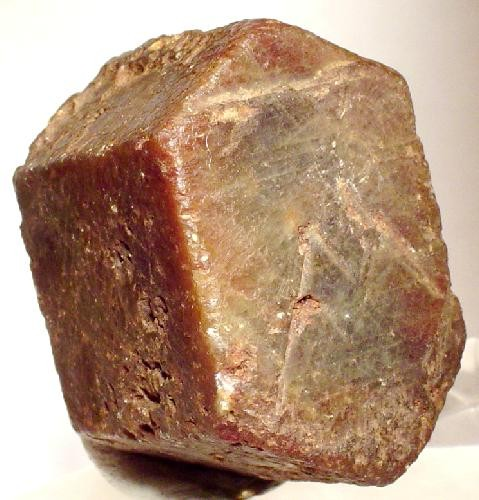
Яхонт
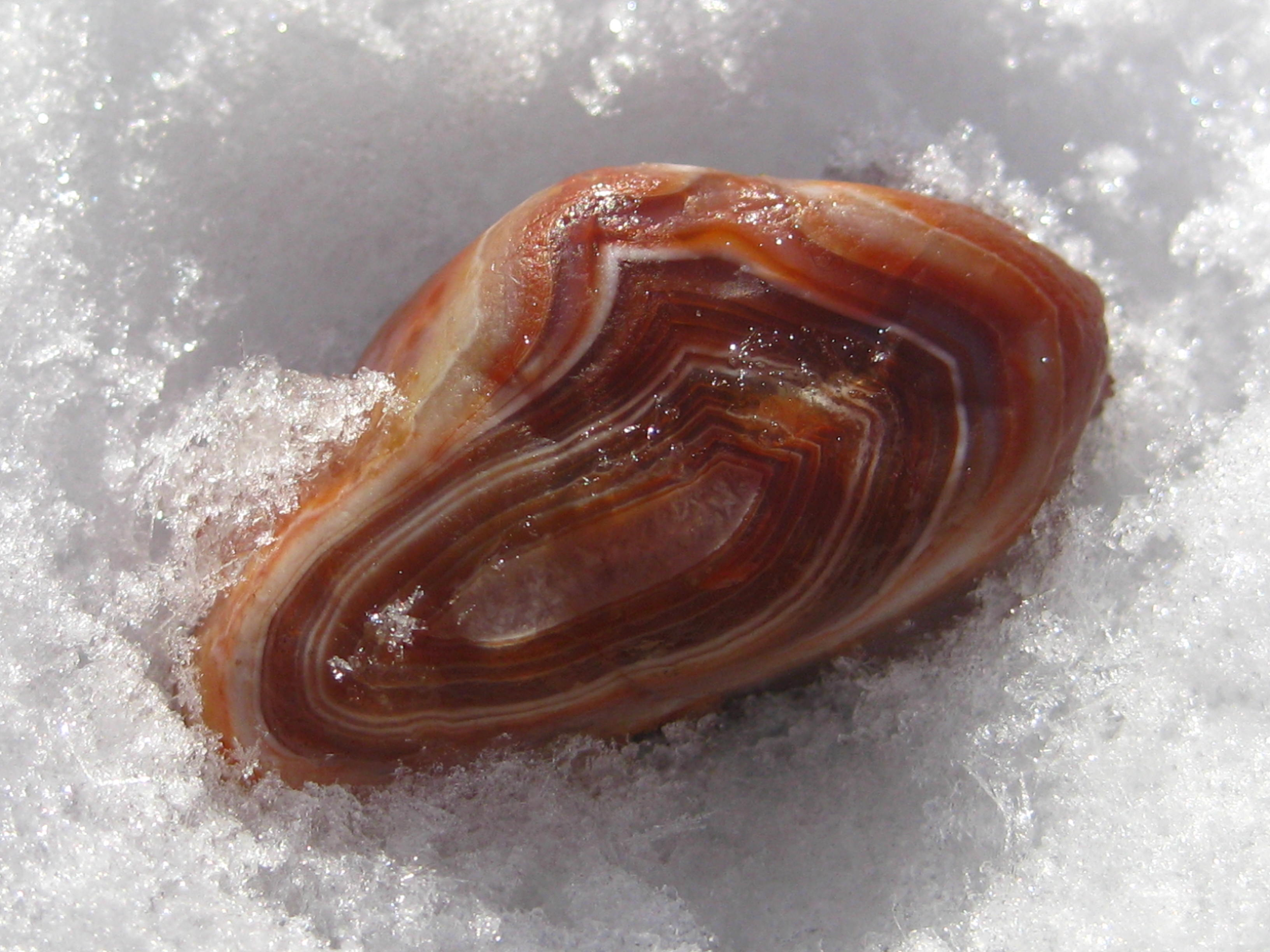
Агат
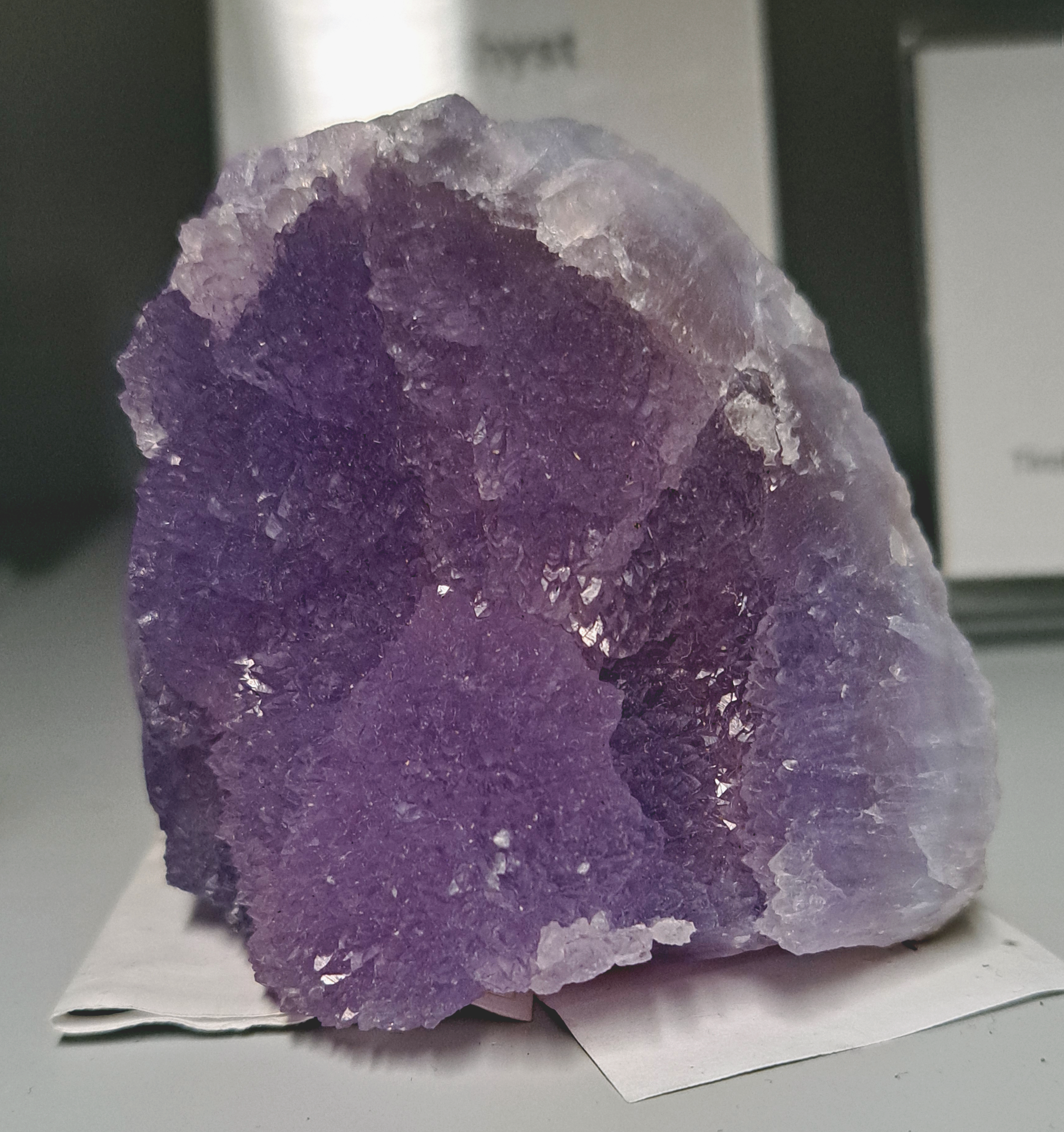
Аметист
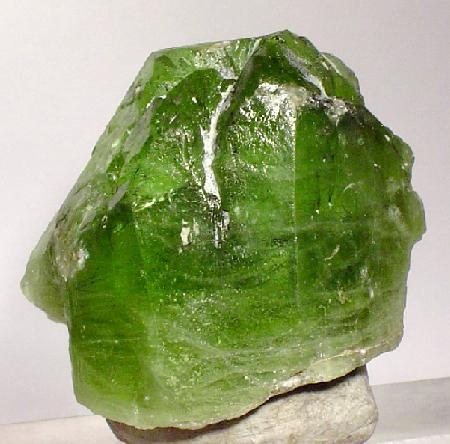
Хризолит
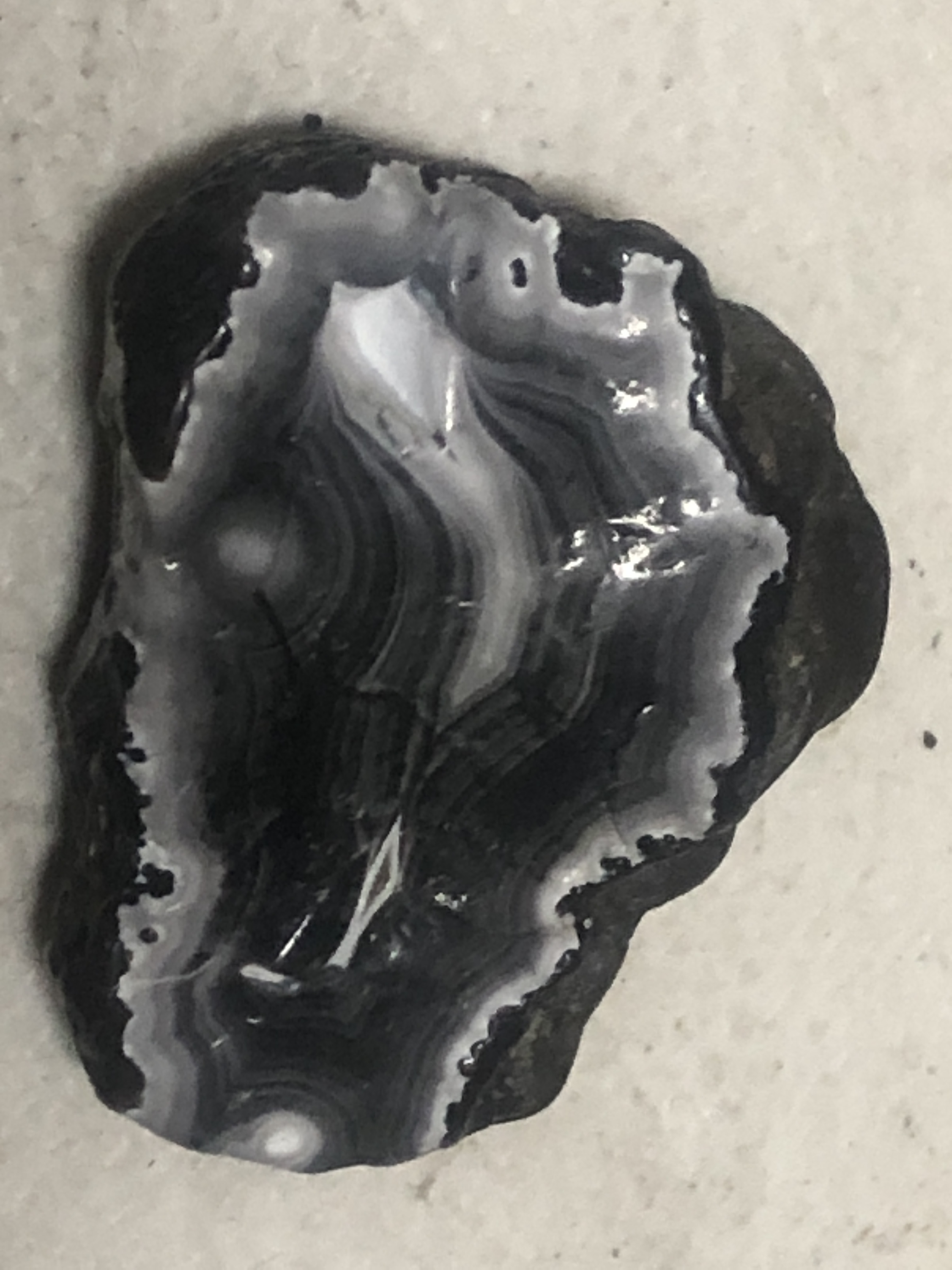
Оникс
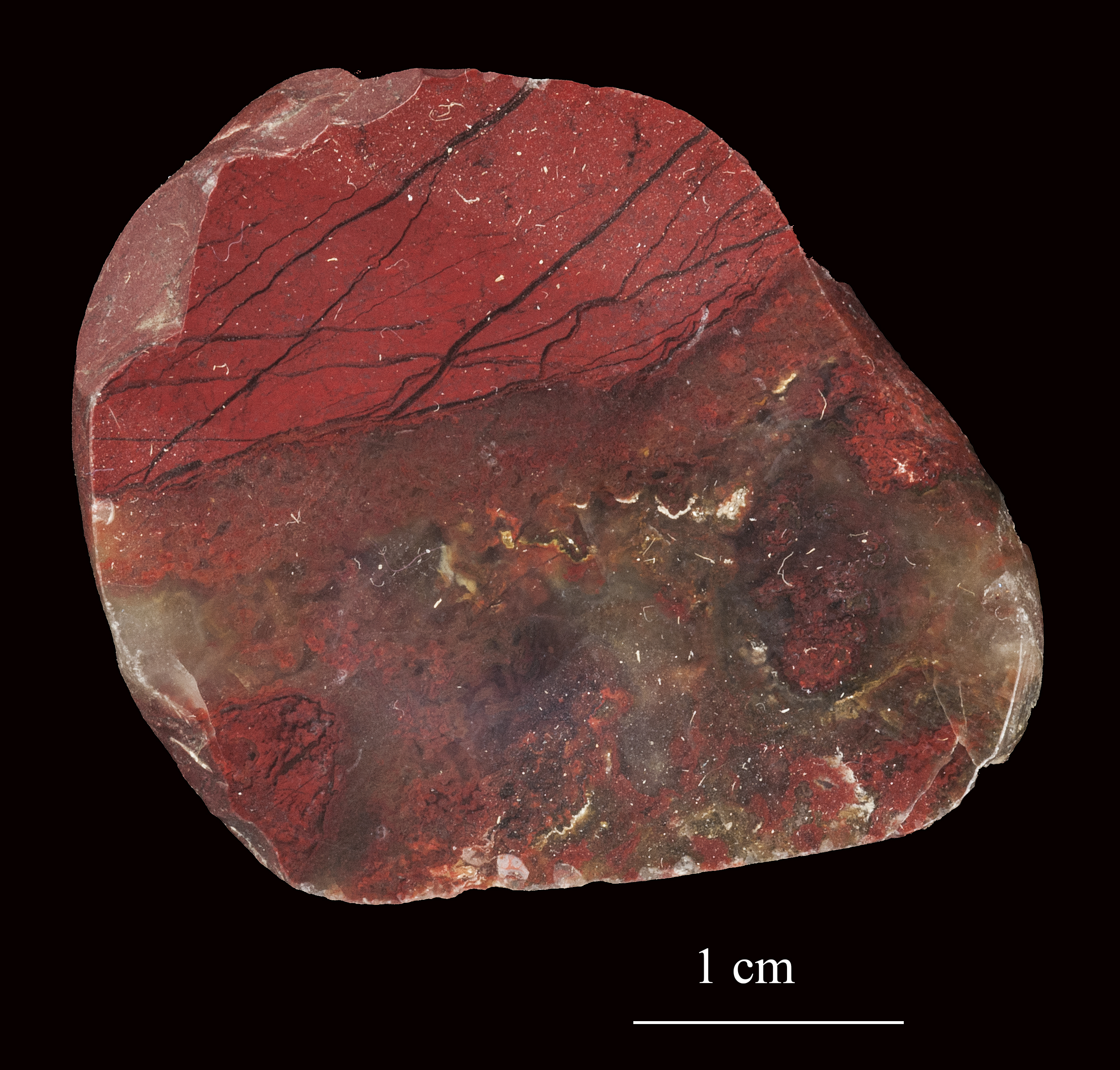
Яспис

### В Новом Завете

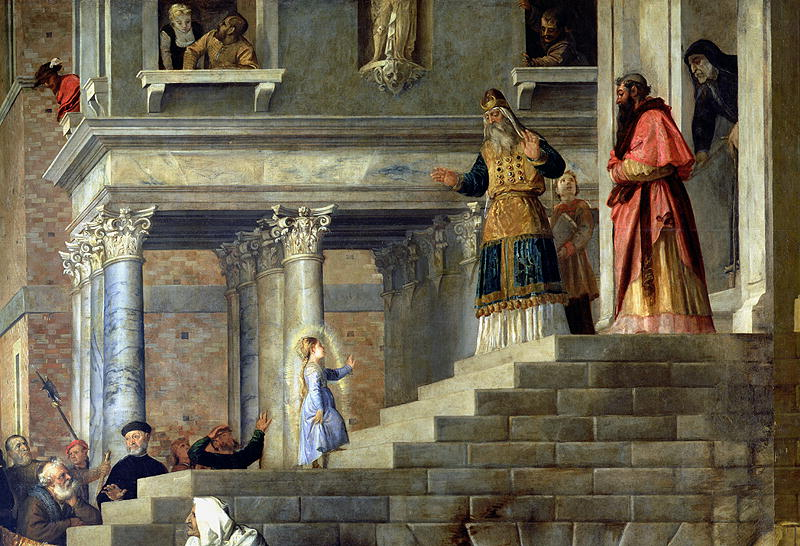
«Введение Марии во храм», Тициан, Галерея Академии, Венеция, 1534-38.
На груди первосвященника можно разглядеть нагрудник с 12 камнями

Перечень двенадцати камней упоминается и в Новом Завете, в книге «Откровение Иоанна Богослова» (Апокалипсис) при описании стен Небесного Иерусалима. Это те же камни, однако в русском Синодальном переводе названия отличаются от камней, украшавших наперсник первосвященника; здесь появляются вместо алмаза, карбункула, агата и оникса — хризолит, халцедон, сардоникс, хризопраз и иакинф (гиацинт):

Основания стены города были украшены всякими драгоценными камнями: основание первое яспис (ἴασπις, iaspis), второе сапфир (σάπφειρος, sapphirus), третье халкидон (χαλκηδών), четвертое смарагд (σμάραγδος). Пятое сардоникс (σαρδόνυξ), шестое сердолик (σάρδιον), седьмое хризолит (χρυσόλιθος), восьмое вирилл (βήρυλλος), девятое топаз (τοπάζιον), десятое хризопраз (χρυσόπρασος), одиннадцатое гиацинт (ὑάκινθος), двенадцатое аметист (ἀμέθυστος). А двенадцать ворот — двенадцать жемчужин: каждые ворота были из одной жемчужины. Улица города — чистое золото, как прозрачное стекло.
— Откр. 21:19-21

### Попытки идентификации камней
В Библии не упоминается их цвет, поэтому точное определение невозможно. Единственный источник, указывающий цвета украшавших эфод камней, — сравнительно поздний Мидраш Раба (Бамидбар Раба 2:7):
«…каждый имел знамя особого цвета, соответствовавшего цвету драгоценного камня на груди Аарона… Камнем Реувена был одем, и цвет его знамени был красным, и на нем была вышита мандрагора. Камнем Шим‘она был питда, и его знамя было зеленого (жёлтого) цвета… Камнем Леви был барекет, и его знамя было на треть белым, на треть черным и на треть красным… Камнем Иехуды был нофех, и цвет его знамени был подобен цвету неба… Камнем Иссахара был саппир, цвет его знамени был черным, как сурьма… Камнем Звулуна был яхалом, и цвет его знамени был белым… Камнем Дана был лешем, и цвет его знамени был похож на саппир… Камнем Гада был ахлама, и цвет его знамени был… пурпурным… Камнем Нафтали был шво, и цвет его знамени был… смесью белого и черного цветов… Камнем Ашера был таршиш, и цвет его знамени был подобен цвету драгоценного камня, каким женщины украшают себя… Камнем Иосифа был шохам, и цвет его знамени был угольно-черным… Камнем Биньямина был яшфе, и цвет его знамени был… смесью всех двенадцати цветов…»
Однако даже если считать это описание достоверным, определить эти камни затруднительно, поскольку в древности камни в основном различались по цвету и в какой-то степени по твёрдости, часто под одним и тем же названием подразумевались камни, относящиеся к различным минеральным видам; в то же время камни, являющиеся разновидностями одного минерала, могли считаться разными.
С талмудических времен переводчики и комментаторы Библии пытались определить, что это за камни. Из еврейских комментаторов на книгу Исход об этом предмете подробно рассуждает р. Бахья бен-Ашер. Ниже даётся перечень упоминаемых в Библии названий драгоценных камней со их значением, насколько оно может быть приблизительно установлено на основании традиции, библейских переводов и Иосифа Флавия. Исследования основываются на анализе названий, на археологических данных относительно использования драгоценных и полудрагоценных камней в качестве украшений и на древних переводах и комментариях. Все эти обозначения определяют, конечно, только те представления, которые существовали об этих названиях в известное время и в известной среде, не удостоверяя, однако, полного тождества их с понятиями древнего времени. Единственный из перечня 12 камней, который поддается отождествлению с известным минералом на основании названия, — это яшфе (яшма). Большинство исследователей склонны считать, что саппир — это ляпис-лазурь, шво — агат, ахлама — аметист и таршиш — аквамарин.
| Библия | транслитерация | Синодальный перевод | Еврейская энциклопедия                               | изображение | комментарий                                                                       | надпись на камне | колено Израиля      |
| ------ | -------------- | ------------------- | ---------------------------------------------------- | ----------- | --------------------------------------------------------------------------------- | ---------------- | ------------------- |
| אֹדֶם    | одем           | рубин               | корнеол                                              | - Рубин     | красный                                                                           | ראובן א          | Рувим (Реувен)      |
| פִּטְדָה   | питда          | топаз               | топаз (хризолит)                                     | - Топаз     | зелено-жёлтый                                                                     | שמעון ב          | Симеон (Шим`он)     |
| בָּרֶקֶת   | барекет        | изумруд             | изумруд                                              | - Изумруд   | зелёный                                                                           | לוי רהם          | Левий (Леви)        |
| נֹפֶךְ    | нофех          | карбункул           | рубин или гранат                                     | - Карбункул | густо-красный прозрачный минерал                                                  | יהודה י          | Иуда (Иехуда)       |
| סַפִּיר   | саппир         | сапфир              | сапфир                                               | - Сапфир    | небесно-голубого цвета                                                            | יששכר צ          | Иссахар             |
| יַהֲלֹם   | яхалом         | алмаз               | алмаз или оникс                                      | - Алмаз     |                                                                                   | זבולון ח         | Завулон (Звулун)    |
| לֶשֶׁם    | лешем          | яхонт               | гиацинт, по некоторым — опал                         | - Яхонт     |                                                                                   | דן ק יעק         | Дан                 |
| שְׁבוֹ    | шво            | агат                | агат                                                 | - Агат      | порода кварца, заключающая в себе разновидности: яшму, горный хрусталь и халцедон | נפתלי ב          | Неффалим (Нафтали)  |
| אַחְלָמָה  | ахлама         | аметист             | аметист                                              | - Аметист   | фиолетового цвета                                                                 | גד שבטי          | Гад                 |
| תַּרְשִׁישׁ  | таршиш         | хрисолит (хризолит) | хризолит или бирюза, берилл или светло-зелёный топаз | - Хризолит  |                                                                                   | אשר ישר          | Ашер                |
| שֹׁהַם    | шохам          | оникс               | оникс или сардоникс                                  | - Оникс     | зелёный                                                                           | יוסףי רן         | Иосиф (Иосеф)       |
| יָשְׁפֶה   | яшфе           | яспис (яшма)        |                                                      | - Яшма      | по этимологии похож на яшму                                                       | בנימין           | Вениамин (Биньямин) |

По мнению законоучителей Талмуда, помимо названий колен Израиля на камнях были также выгравированы дополнительные буквы: אברהם יצחק יעקב שבטי ישרון (Авраам Ицхак Яаков колена Иешуруна). Комментаторы объясняют, что на каждом камне были выгравированы по шесть букв (см. таблицу). Таким образом, вместе с этими буквами на камнях наперсника были выгравированы все буквы еврейского алфавита, что было необходимо для функционирования Урим и туммим. В Библии нет описания ни самих «урим и туммим», ни способа их использования. По предположению комментаторов, с их помощью буквы на драгоценных камнях наперсника зажигались, составляя слова ответа Бога первосвященнику.
В современной минералогической терминологии библейским камням соответствуют:
- Карбункул — красный гранат (пироп или альмандин).
- Яхонт — рубин (красный корунд).
- Яспис — красная (по другим источникам — зелёная) яшма.
- Вирилл — зеленовато-жёлтый берилл.
- Иакинф — гиацинт (циркон, драгоценная разновидность).
- Халкидон — халцедон.
- Сардоникс — тёмно-красный халцедоновый (сердликовый) оникс.

## В культуре
Поиску библейских камней, находившихся в нагруднике первосвященника и за века разошедшихся по сокровищницам Европы, и восстановлению украшения в первозданном виде посвящена серия историческо-детективных романов Жюльетты Бенцони «Хромой из Варшавы», действие которых происходит между двумя мировыми войнами, а главным героем является венецианский антиквар.
Наперсник и его камни играют ключевую роль в рассказе «Иудейский наперсник» Артура Конана Дойла. При этом предмет назван «урим и туммим».
В фильме «Индиана Джонс: В поисках утраченного ковчега» наперсник можно видеть в сцене открытия Ковчега: его носит главный участник ритуала, выполняющий роль первосвященника.